# Ki Hong Lee
Ki Hong Lee (Koreaans: 이기홍) (Seoel, 30 september 1986) is een Zuid-Koreaans-Amerikaanse acteur. Hij kreeg bij het grote publiek vooral naamsbekendheid door zijn hoofdrol als Minho in de labyrintrenner-films: The Maze Runner, The Scorch Trials en The Death Cure.

## Biografie
Ki Hong Lee werd geboren in 1986 in Seoel, Zuid-Korea. Op zesjarige leeftijd verhuisde hij met zijn ouders naar Auckland, Nieuw-Zeeland waar hij Engels leerde. Twee jaar later verhuisden ze naar Los Angeles, Californië. Lee studeerde aan de Universiteit van Californië - Berkeley van 2004 tot 2008 en werkte daarna in het restaurant van zijn ouders.
Lee begon te acteren op de middelbare school en debuteerde in het theater in het toneelstuk Wrinklers in 2011. Vanaf 2010 had hij meerdere kleine gastrollen in televisieseries. In 2013 speelde hij in zijn eerste langspeelfilm. Lee speelt de rol van Minho in de films The Maze Runner (2014), Maze Runner: The Scorch Trials (2015) en Maze Runner: The Death Cure (2018).

## Filmografie

### Films
- 2013: Yellow Face - BD Wong
- 2014: The Maze Runner - Minho
- 2015: The Stanford Prison Experiment - Gavin Chan
- 2015: Everything Before Us - Jay
- 2015: Maze Runner: The Scorch Trials - Minho
- 2017: Wish Upon - Ryan Hui
- 2018: Maze Runner: The Death Cure - Minho

### Televisie
- 2010: Victorious - Clayton
- 2010: The Secret Life of the American Teenager - student
- 2010: Modern Family - busboy
- 2011: The Nine Lives of Chloe King - Paul (vast personage, 10 afleveringen)
- 2011: New Girl - Hector (seizoen 1, aflevering 7)
- 2012: The Client List - bezorger
- 2012: Away We Happened - Ben
- 2012: Always You - James
- 2012: MotherLover - Chaz Seong
- 2013: Blue Bloods - David Lin
- 2014: NCIS - Chris Hoffman
- 2015: Unbreakable Kimmy Schmidt - Dong Nguyen
- 2015: The Whispers - Peter Kim (seizoen 1, aflevering 1)